# Virgil N. Drăghiceanu
Virgiliu N. Drăghiceanu (n. 18 mai 1879, Râmnicu-Vâlcea - d. 19 decembrie 1964, București) a fost un arheolog și istoric român, membru corespondent al Academiei Române (la propunerea savantului Nicolae Iorga, începând din 1926).
Virgiliu N. Drăghiceanu era născut într-o familie care-și avea originile în fostul județ Romanați, dar care se stabilise la Târgoviște odată cu bunicul său, învățătorul Mihalache Drăghiceanu, primul profesor al Școlii Naționale din Târgoviște, căsătorit cu o membră a uneia dintre familiile târgoviștene însemnate, Elisabeta Fusea. Tatăl său, Nicolae Drăghiceanu, căsătorit cu Maria Davidescu, a ridicat casa familiei situată în apropierea Curții Domnești din localitate. 
Virgiliu N. Drăghiceanu a urmat studiile preuniversitare la Târgoviște, pe care le-a continuat la Universitatea din București, unde a obținut o licență în Litere și Filosofie. Și-a început activitatea de cercetare în anul 1907, primele sale cercetări vizând situația patrimonială din județul Dâmbovița și colectarea de materiale în vederea constituirii unui muzeu de istorie al vechii capitale domnești. Urmând acestei călătorii de cercetare, a publicat Călăuza monumentelor istorice din județul Dâmbovița (Raport extras din Expunerea situațiunei județului Dâmbovița), Târgoviște, septembrie 1907, 34 p. A fost, pe rând, bibliotecar al Casei Bisericii, secretar și apoi secretar-director al Comisiunii Monumentelor Istorice, unde s-a făcut remarcat cu deosebire. A fost, alături de Nicolae Iorga, Nicolae Ghica-Budești, Alexandru I. Lapedatu, unul dintre cei mai fecunzi redactori ai Buletinului Comisiunii Monumentelor Istorice, unde a publicat articole însemnate cu privire la domeniile sale de expertiză: începuturile Evului Mediu românesc, monumentele istorice medievale și moderne sau epoca lui Constantin Brâncoveanu. Reținem, dintre articolele și notele sale:
Curțile domnești brâncovenești: Doicești, în BCMI, an II, 1909, pp. 101-112.
Curțile domnești brâncovenești: Mogoșoaia, în BCMI, an II, octombrie - decembrie1909, pp. 149-164.
Noi pietre de la Doicești, în BCMI, an III, 1910, p. 48.
Curțile domnești brâncovenești: Potlogi, în BCMI, an III, 1910, pp. 50-70.
Vechia biserică de lemn din Grămeștii Vâlcei , în BCMI, an III, 1910, pp. 110-114.
Ruina Sfinții Împărați din Târgoviște. Note istorice, BCMI, an III, 1910, pp. 125-133.
Curțile domnești brâncovenești. Curți și conace fărâmate, BCMI, an IV, 1911, pp. 49-78.
Lămuriri asupra Buzeștilor (după pisaniile fundațiunilor lor), BCMI, an IV, 1911, pp. 119-124.
O ctitorie mitropolitană. Biserica din Râmeștii-Vâlcei, BCMI, an IV, 1911, pp. 130-132.
O tocmeală a lui Matei Basarab, BCMI, an IV, 1911, p. 148.
O Biserică Domnească, BCMI, an IV, 1911, p. 149.
Mormintele din Biserica Precista, Bacău. Raport adresat Comisiunii Monumentelor Istorice, BCMI, an IV, 1911, p. 152-159.
Inscripțiile bisericii Sf. Nicolae Domnesc din Curtea de Argeș,în BCMI, V, 1912, p. 95.
Inscripții: Biserica domnească din Ocnele Mari, Vâlcea, în BCMI, V, 1912, p. 132.

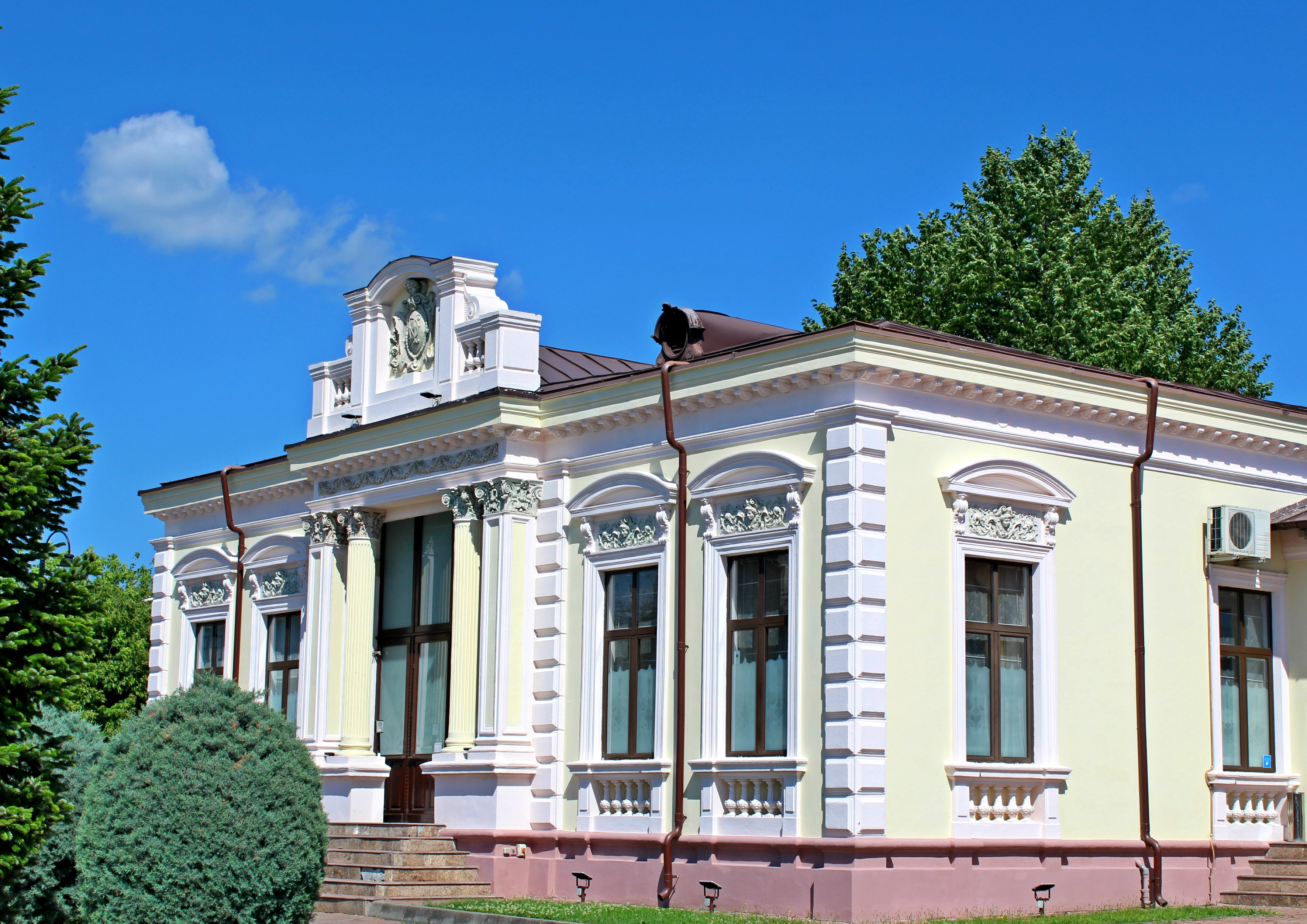
Casa familiei Drăghiceanu din Târgoviște

Biserica din Corbii Mari (Vlașca),în BCMI, VI, 1913, p. 74 -77.

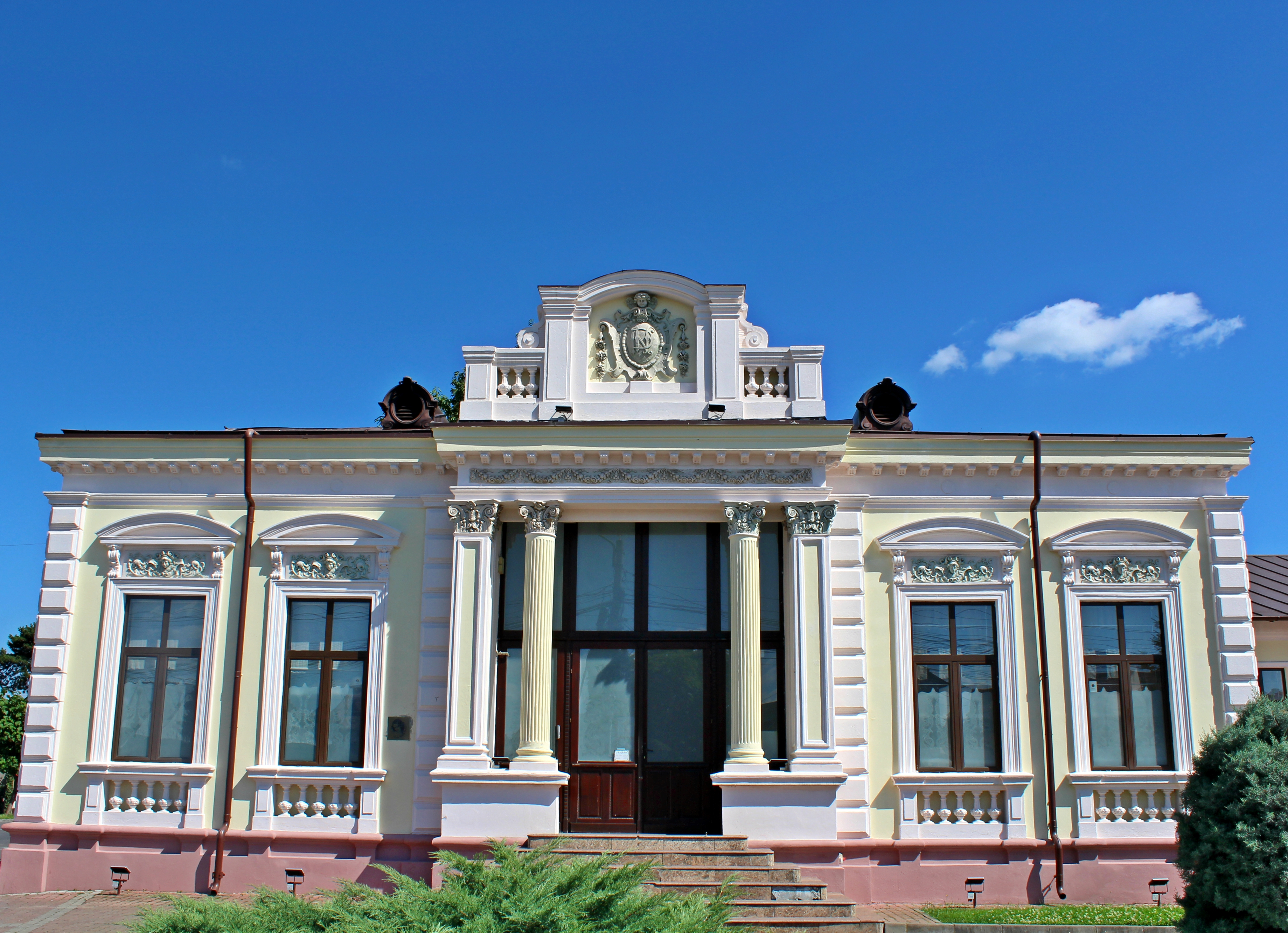
Casa familiei Drăghiceanu din Târgoviște

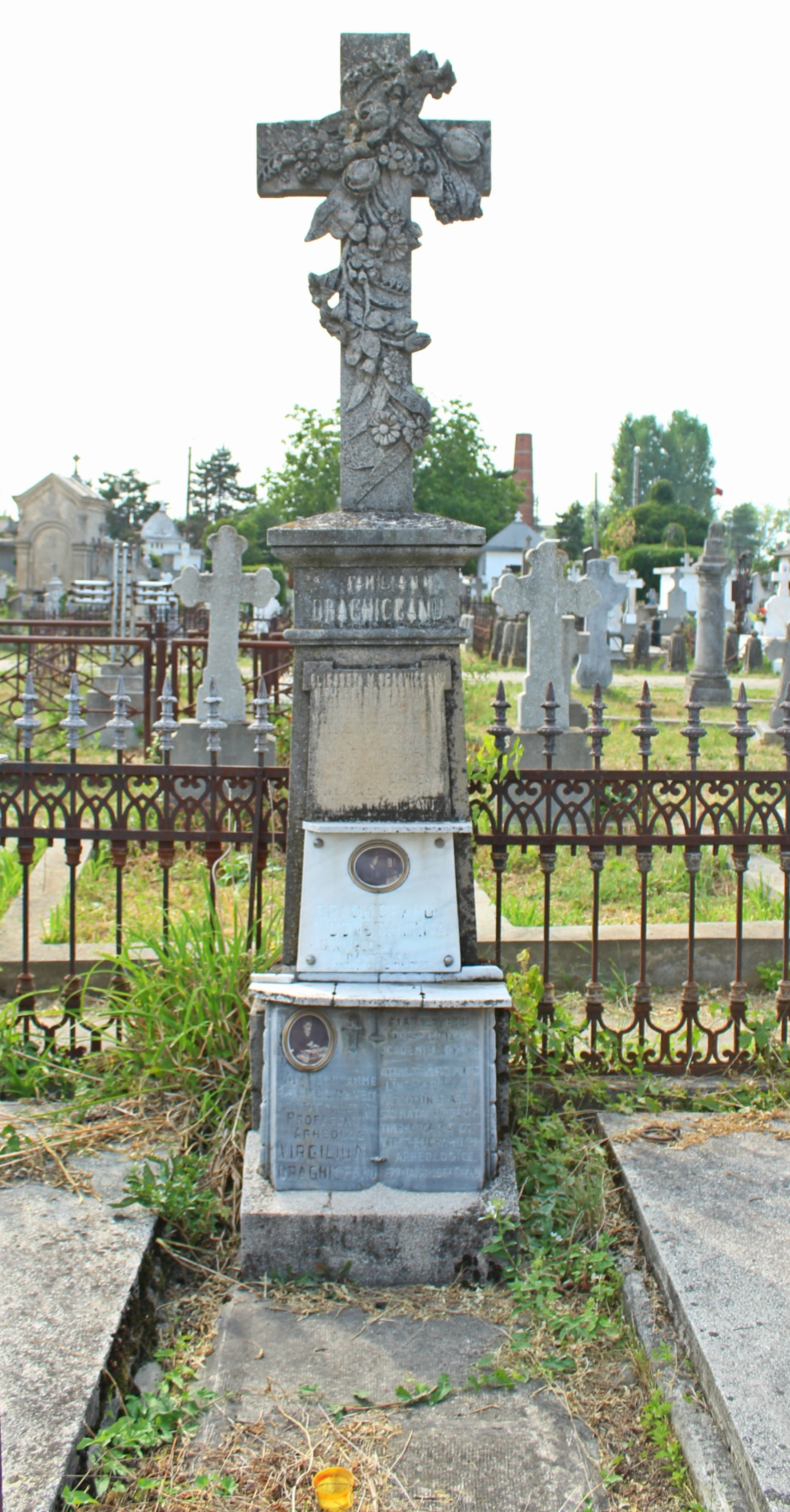
Crucea de mormânt a lui Virgiliu Drăghiceanu

Mormântul lui Constantin Brâncoveanu Basarab Voievod, în BCMI, VII, 1914, p. 111-125.
Palatul lui Bibescu de la Băneasa, în BCMI, VII, 1914, p. 174-178.
Mănăstire Hurezi în 1731, în BCMI, VIII, 1915, p. 88-90.
Morminte domnești. Matei Basarab, Doamna Elena și fiul lor Mateiaș. Ultimele zile, meșteri și stil, în BCMI, VIII, 1915, p. 170-175.
A efectuat săpături arheologice esențiale pentru cunoașterea trecutului medieval al Țării Românești, de o mare însemnătate fiind acelea de la Curtea de Argeș, Câmpulung și Târgoviște, care au reușit să retușeze istoria începutului Evului Mediu românesc, unele dintre aceste descoperiri fiind încă mult discutate în cercurile științifice.

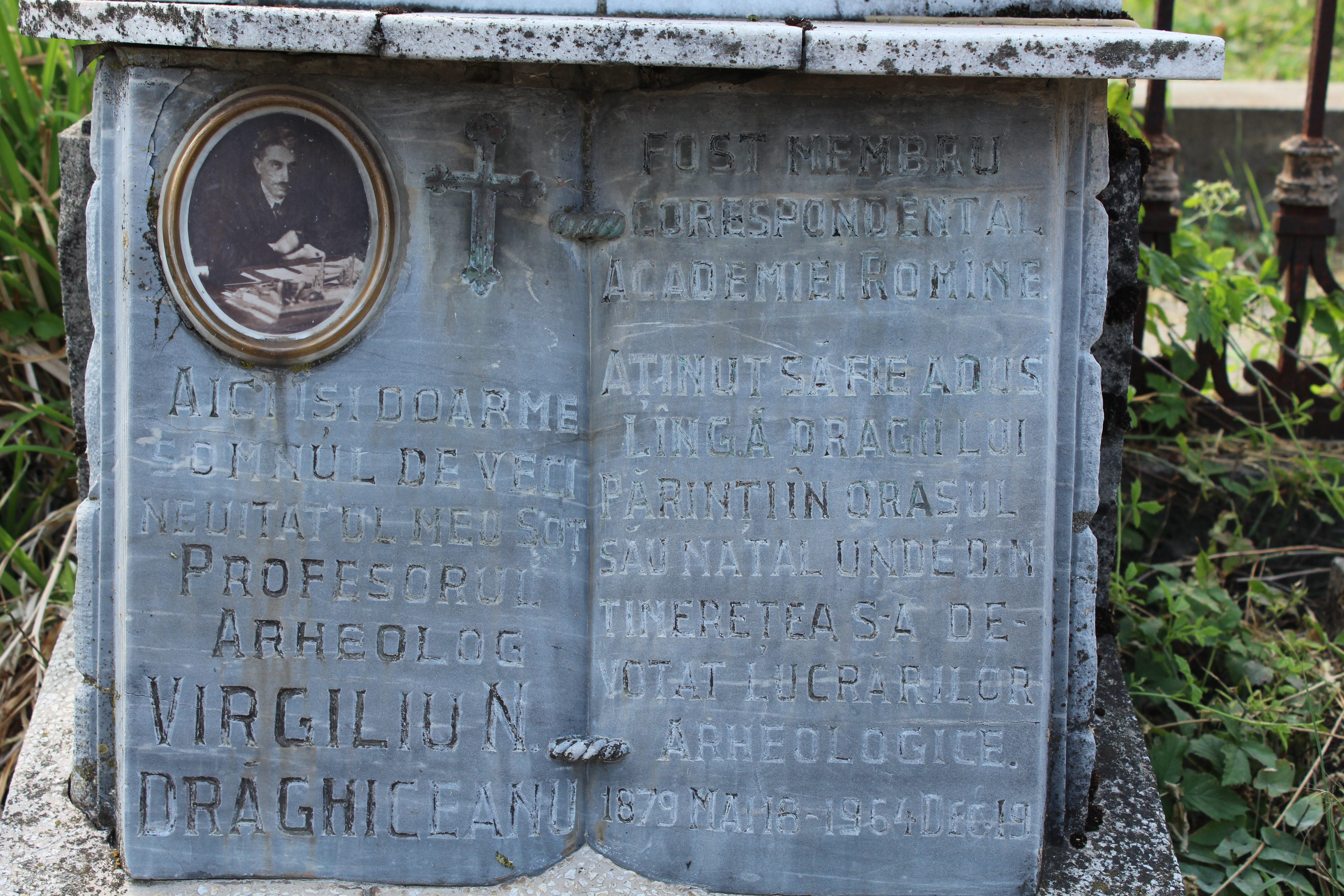
Crucea de mormânt a lui Virgiliu Drăghiceanu

A reușit să identifice mormântul domnitorului Constantin Brâncoveanu la Biserica Sfântul Gheorghe Nou din București, în data de 7 iulie 1914, pornind de la candela așezată de soția voievodului deasupra mormântului. 
A avut o mare pasiune pentru monumentele istorice, realizând și o operă de conservator și muzeograf și contribuind la protejarea și salvarea a numeroase mărturii ale trecutului.